# Ruth Körner
Ruth Körner (geboren als Elisabeth Schwarz 16. Mai 1908 in Wien, Österreich-Ungarn; gestorben 5. September 1995 in München) war eine österreichische Autorin.

## Leben
Elisabeth Friederike Theresia Schwarz war die Tochter eines vermögenden Kunsthändlers, der bereits 1909 verstarb. Die Mutter Cornelia, geb. Schulhoff, schrieb literarische Texte, fand aber keinen Verleger; bis zu ihrem Tod mit 71 Jahren in London im Jahre 1945 lebte sie bei der Tochter. Elisabeth Schwarz erhielt als Kind Schauspielunterricht am Burgtheater und stand schon mit fünfzehn Jahren in Plauen auf der Bühne. Eine unstete und mittelmäßige Karriere als Schauspielerin brach sie 1929 ab, ein Studium an der Hochschule für Politik in Berlin verfolgte sie nicht mit Nachdruck, sondern engagierte sich in der Tagespolitik und in der KPD. Auf den Reisen, die sie mit der Mutter im Vorderen Orient unternahm, schrieb sie Reisereportagen, die vom  Berliner Börsen-Courier und vom Berliner Tageblatt angenommen wurden. Nach der Machtübergabe an die Nationalsozialisten in Deutschland 1933 flohen beide nach Wien. Noch bevor 1934 die Österreichische Sozialdemokratische Partei verboten wurde, war sie, die sich nun Ruth Körner nannte, der Partei beigetreten. Ihre kleine Wohnung in der Taborstraße im 2. Bezirk war ein illegaler Treffpunkt von Mitgliedern des Republikanischen Schutzbundes, Josef Luitpold Stern wurde von ihr dort versteckt. 1934 reiste sie in die Sowjetunion, wohnte in Moskau bei Klara Blum und war Begleiterin von Ernst Toller auf dem „Ersten Allunionskongress der Sowjetschriftsteller“. Sie arbeitete in Österreich journalistisch, musste aber im März 1938 nach dem  Anschluss Österreichs an das Deutsche Reich in die Tschechoslowakei fliehen. Im Oktober 1938 floh sie nach Großbritannien.
Körner versuchte sich auch in  der neuen Sprache journalistisch zu betätigen. Sie arbeitete eine Zeit als Sekretärin für das Emigrantenkabarett Laterndl. Beim Emigrantenblatt Die Zeitung erhielt sie die Verantwortung für die österreichischen Seiten, sie arbeitete für BBC und das britische Informationsministerium und nach Kriegsende im Reeducation-Programm für die deutschen Kriegsgefangenen in Großbritannien. Den ebenfalls exilierten Chemiker und Verleger Rolf Passer (1897–1971), den sie 1946 geheiratet hatte, ließ sie 1951 in London, reiste durch Kanada und Australien und sammelte dort Material für Vorträge und Bücher. Von 1956 an lebte sie in München in der Maxvorstadt und versuchte sich journalistisch, mit Volkshochschulvorträgen und mit Sekretariatsarbeiten im Institut für Zeitgeschichte durchzuschlagen. Aus pragmatischen Gründen beantragte sie die deutsche Staatsbürgerschaft. Mit dem Juristen und Marketingfachmann Fritz Schreier hielt sie sich zwei Jahre in Israel auf, erhielt dort aber keine Arbeitserlaubnis. Ihre langjährige Freundschaft zu dem nun in den USA lebenden Richard Duschinsky beendete sie, als dieser das politische Lager wechselte und Anhänger der Vietnampolitik des US-amerikanischen Präsidenten Richard Nixon wurde. Derweil schrieb sie ein Buch über und gegen die chilenische Militärdiktatur von Augusto Pinochet.

## Schriften
- Fieberndes Indien. Büchergilde Gutenberg, Zürich 1937.
- Kanada : Junge Welt. Europa-Verlag, Wien 1954.
- Chile : nach 10 Jahren Pinochet. Fischer-Taschenbuch-Verlag, Frankfurt am Main 1983.
- Zeitschriftenaufsätze in Vierteljahrshefte für Zeitgeschichte und Zeitschrift für Geschichtswissenschaft